# Maja (film 1951)
Maja (Die verschleierte Maja) è un film del 1951 diretto da Géza von Cziffra.

## Produzione
Il film fu prodotto dalla Pontus-Film Fritz Kirchhoff di Amburgo.

## Distribuzione
Distribuito dalla Deutsche Cosmopol Film e dalla Saar-Film-Union, uscì nelle sale cinematografiche della Germania Ovest presentato alla Marmorhaus di il 31 agosto 1951. In Italia, il film fu distribuito dall'Amore Film.